# 大卡塞勒山

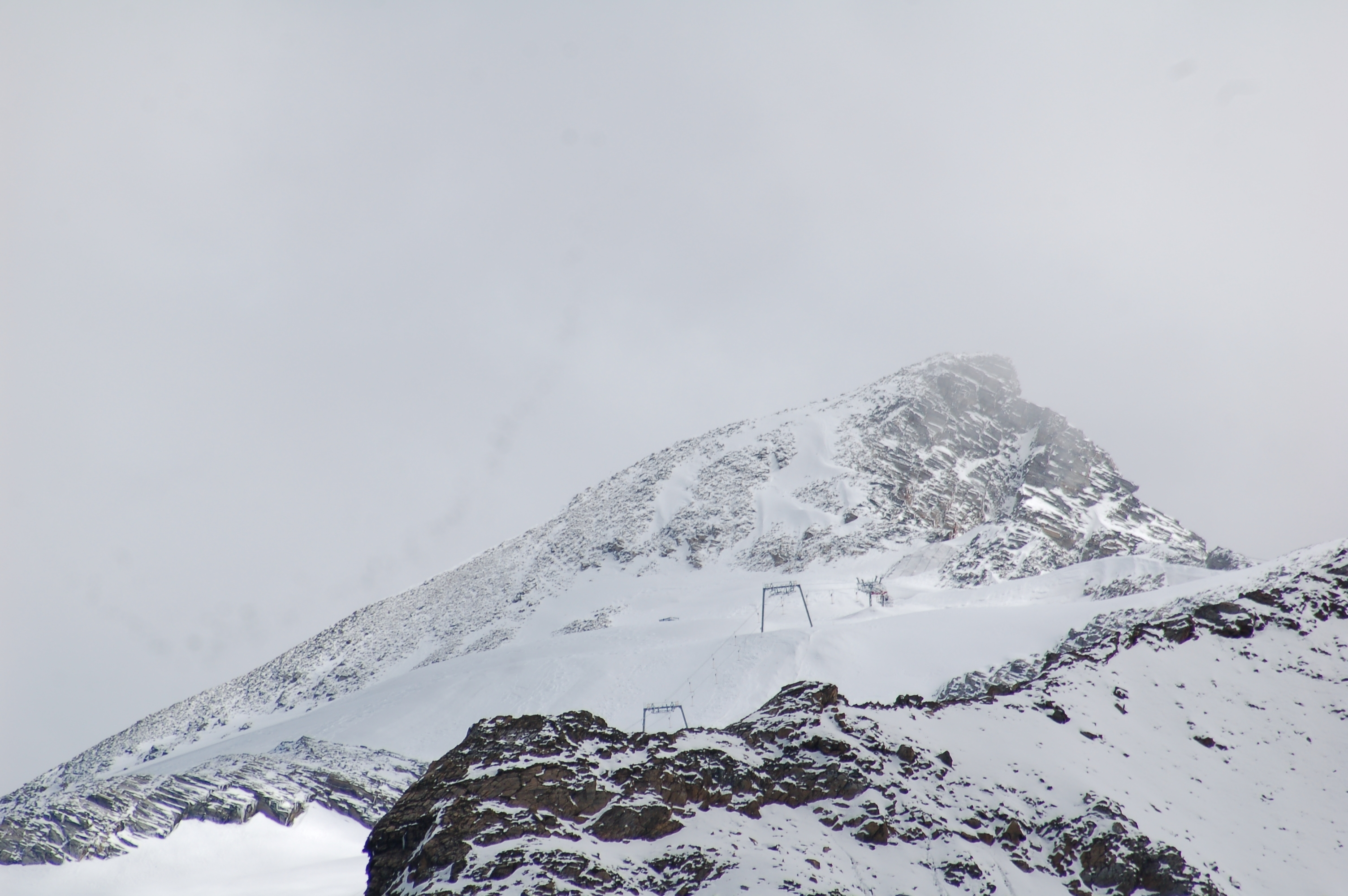

47°3′37″N 11°39′27″E / 47.06028°N 11.65750°E
大卡塞勒山（德語：Großer Kaserer），是奧地利的山峰，位於該國西部，由蒂羅爾州負責管轄，屬於齊勒塔爾阿爾卑斯山脈的一部分，距離奧爾珀雷爾山0.5公里，海拔高度3,263米。